# Хума
Хума (мкд. Ума) је насеље у Северној Македонији, у југоисточном делу државе. Хума је насеље у оквиру општине Ђевђелија.

## Географија
Хума је смештена у југоисточном делу Северне Македоније, на самој граници са Грчком (непосредно јужно од села). Од најближег града, Ђевђелије, село је удаљено 20 km западно.
Село Хума се налази у историјској области Меглен. Село је на југоисточним падинама планине Кожуф, на приближно 840 метара надморске висине. 
Месна клима је континентална.

## Становништво
Хума је према последњем попису из 2002. године имала 2 становника, једног Цинцара и једног Бошњака.
Некада су претежно становништво били Цинцари.
Претежна вероисповест месног становништва је православље.